# David A. Cox

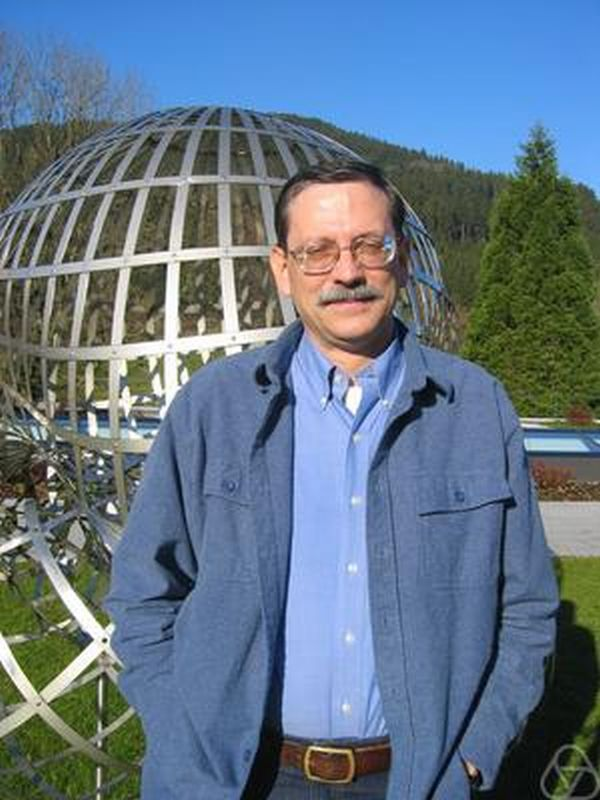
David A. Cox, Oberwolfach 2007

David Archibald Cox (* 23. September 1948 in Washington, D.C.) ist ein US-amerikanischer Mathematiker, der sich mit Algebraischer Geometrie befasst.

## Leben
Cox studierte an der Rice University, erlangte den Bachelor-Abschluss 1970 und wurde 1975 an der Princeton University bei Eric Friedlander promoviert (Tubular Neighborhoods in the Etale Topology). 1974/75 war er Assistant Professor am Haverford College und 1975 bis 1979 an der Rutgers University. 1979 wurde er Assistant Professor und 1988 Professor am Amherst College.
Er befasste sich unter anderem mit Etale Homotopie, elliptischen Flächen, rechnergestützter algebraischer Geometrie (wie Gröbner Basen), Torelli-Sätzen und Torischen Varietäten, Zahlentheorie und Mathematikgeschichte. Er ist für verschiedene Lehrbücher bekannt. Cox ist Fellow der American Mathematical Society.
1987/88 war er Gastprofessor an der Oklahoma State University. 2012 erhielt Cox den Lester Randolph Ford Award für Why Eisenstein Proved the Eisenstein Criterion and Why Schönemann Discovered It First. 2016 erhielt er den Leroy P. Steele Prize for Mathematical Exposition der American Mathematical Society gemeinsam mit John B. Little und Donal O’Shea.
Er ist nicht mit dem Statistiker David Cox zu verwechseln.

### Trivia
Zusammen mit dem Mathematiker Steven Zucker veröffentlichte er einen Algorithmus unter dem Namen Cox-Zucker-Maschine. Laut Cox wurde der im Englisch obszön-klingende Name extra so gewählt und war eine Idee aus der Studienzeit in Princeton.

## Schriften
- mit John Little, Donal O’Shea: Ideals, varieties, and algorithms: an introduction to computational algebraic geometry and commutative algebra, 3. Auflage, Springer Verlag 2007
- mit John Little, Donal O’Shea: Using algebraic geometry, 2. Auflage, Springer Verlag 2005
- mit Sheldon Katz: Mirror Symmetry and Algebraic Geometry, American Mathematical Society 1999
- Galois Theory, Wiley/Interscience 2004
- mit Bernd Sturmfels, Dinesh Manocha (Herausgeber) Applications of computational algebraic geometry, American Mathematical Society 1998
- Primes of the form {\displaystyle x^{2}+n\cdot y^{2}}: Fermat, class field theory, and complex multiplication, Wiley 1989
- mit John Little, Henry Schenck: Toric Varieties, American Mathematical Society 2011
- Beiträge zu Ernst Kunz Residues and duality for projective algebraic varieties, American Mathematical Society 2008